# Conestabili e Governatori del Castello di Windsor
I Conestabili e Governatori del Castello di Windsor sono coloro che hanno l'incarico di amministrare il Castello di Windsor in assenza del sovrano. Le operazioni quotidiane sono sottoposte alla sovrintendenza del Governatore.
Il Conestabile non riceve salario, ma gode della residenza gratuita nel Castello. Dal 1833 al 1957 l'officio era affidato perlopiù ad un membro della famiglia reale, ma attualmente esso può essere ricoperto unicamente da ufficiali in pensione. Egli è anche rappresentante del Lord Ciambellano al Castello. Il Conestabile è anche il comandante nominale delle guarnigioni di istanza al castello, tra le quali vi sono le Guardie del Castello di Windsor del reggimento delle Foot Guards della divisione della Casa Reale, ma anche i Cavalieri Militari di Windsor. I posti di Conestabile e Governatore sono stati uniti come incarico sin dal 1660.

## Elenco dei Conestabili e Governatori del Castello di Windsor
| Nome                                                                      | Da                 | a                | Note                                                 |
| ------------------------------------------------------------------------- | ------------------ | ---------------- | ---------------------------------------------------- |
| Walter FitzOther di Stanwell                                              | 1086               | 1100             |                                                      |
| William FitzWalter de Windsor di Stanwell                                 | 1100               | c.1153           |                                                      |
| Richard de Luci                                                           | 1153               | 1179             |                                                      |
| Hugh de Puiset                                                            | 1190               | 1190             | Conte di Northumberland e Vescovo di Durham          |
| William de Longchamp                                                      | 1191               | 1191             | Vescovo di Ely e Cancelliere d'Inghilterra           |
| William d'Aubigny, II conte di Arundel                                    | 1191               | 1191             |                                                      |
| William de Longchamp                                                      | 1191               | 1191             | Vescovo di Ely e Lord Cancelliere d'Inghilterra      |
| Hubert Walter                                                             | 1191               | 1193             | Vescovo di Salisbury poi Arcivescovo di Canterbury   |
| Hubert de Burgh                                                           | 1200               | 1200             |                                                      |
| John FitzHugh                                                             | 1201               | 1204             |                                                      |
| Robert de Vipont                                                          | 1204               | 1205             |                                                      |
| John FitzHugh                                                             | 1205               | 1216             |                                                      |
| Engelhard de Cigogné                                                      | 1216               | 1223             |                                                      |
| Stephen Langton                                                           | 1223               | 1224             | Arcivescovo di Canterbury                            |
| William de Rughedon                                                       | 1224               | 1224             |                                                      |
| Osbert Giffard                                                            | 1224               | 1224             |                                                      |
| Ralph Tirel                                                               | 1224               | 1225             |                                                      |
| Hubert de Burgh, I conte di Kent                                          | 1226               | 1233             |                                                      |
| William de Millers                                                        | 1228               |                  |                                                      |
| Waleran Tyes                                                              | 1231               |                  |                                                      |
| Alan de Crepping                                                          | 1231               |                  |                                                      |
| Stephen de Segrave                                                        | 1232               |                  |                                                      |
| Henry de Passelewe                                                        | 1233               |                  |                                                      |
| Engelhard de Cigogné                                                      | 1234               |                  |                                                      |
| Bernardo di Savoia                                                        | 1242               |                  |                                                      |
| Pietro di Geneva                                                          | 1248               |                  |                                                      |
| Maud de Lacy                                                              | 1249               |                  | vedova di Pietro di Geneva                           |
| Aymon Thurumbert                                                          | 1257               | 1261             |                                                      |
| John de Sancta Elena                                                      | 1261               | 1263             |                                                      |
| Sir Giles de Argentine                                                    | 1263               |                  |                                                      |
| Drew de Barentyne                                                         | 1264               |                  |                                                      |
| Geoffrey de Langley                                                       | 1264               |                  |                                                      |
| John FitzJohn                                                             | 1264               |                  |                                                      |
| John di Londra                                                            | 1266               |                  |                                                      |
| Ebulo de Montibus                                                         | 1266               |                  |                                                      |
| Nicholas de Yattendon                                                     | 1269               |                  |                                                      |
| Hugh de Dyne                                                              | 1269               |                  |                                                      |
| Geoffrey de Pickford                                                      | 1272               |                  |                                                      |
| John di Londra                                                            | 1298               |                  |                                                      |
| Roger le Sauvage                                                          | 1305               | 1308             |                                                      |
| Robert de Haustede                                                        | 1308               |                  |                                                      |
| Warin de Lisle                                                            | 1309               | 1319             |                                                      |
| Oliver de Bordeaux                                                        | 1319               |                  |                                                      |
| Ralph de Camoys, III barone Camoys                                        | 1319               | 1326             |                                                      |
| Thomas de Huntercombe                                                     | 1326               | 1327             |                                                      |
| John de Lisle                                                             | 1327               |                  |                                                      |
| Thomas Foxley                                                             | 1328               | 1360             | Conosciuto anche come de Foxle di Bramshill o Foxley |
| Richard de Vache                                                          | 1360               |                  |                                                      |
| Thomas Cheyne di Drayton Beauchamp                                        | 1365               |                  |                                                      |
| Helming Legatte                                                           | 1369               |                  |                                                      |
| Sir Simon Burley                                                          | 1377               |                  |                                                      |
| Thomas Tyle                                                               | 1389               |                  |                                                      |
| Sir Peter Courtenay                                                       | 1390               |                  |                                                      |
| Sir Hugh de Waterton                                                      | 1405               |                  |                                                      |
| Sir John Stanley                                                          | 1408               | 1413             |                                                      |
| John Wintershull                                                          | 1413               |                  |                                                      |
| Edmund Beaufort, II duca di Somerset                                      | 1438               | 1455             |                                                      |
| Ammiraglio William Nevill assieme a John Bourchier, I barone Berners      | 1455               |                  | Neville: Barone Fauconberg e Conte di Kent           |
| John Bourchier, I barone Berners assieme al figlio Sir Humphrey Bourchier | 1466               | 1471             |                                                      |
| John Bourchier, I barone Berners                                          | 1471               | 1474             |                                                      |
| Walter Hungerford, I barone Hungerford                                    | 1474               | 1477             |                                                      |
| Sir John Elrington                                                        | 1483               | 1484             |                                                      |
| Thomas Windsor di Stanwell                                                | 1484               | 1485             |                                                      |
| Sir Thomas Bourchier                                                      | 1485               |                  |                                                      |
| Sir Thomas Bourchier assieme a Giles Daubeney, I barone Daubeney          | 1495               |                  |                                                      |
| Sir Thomas Bourchier assieme a Henry Bourchier, II conte di Essex         | 1511               |                  |                                                      |
| Henry Courtenay, I marchese di Exeter                                     | 1525               | 1539             |                                                      |
| Robert Dudley, I conte di Leicester                                       | 1559               |                  | Cavaliere dell'Ordine della Giarrettiera             |
| Charles Howard, II barone Howard di Effingham                             | 1590               |                  | poi conte di Nottingham                              |
| George Villiers, I duca di Buckingham                                     | 1624               | 1628             |                                                      |
| Henry Rich, I conte di Holland                                            | 1628               | 1648             |                                                      |
| Philip Herbert, V conte di Pembroke                                       | 1648               |                  |                                                      |
| Colonnello John Venn                                                      | 1648               | 1653             |                                                      |
| Sir Bulstrode Whitelocke                                                  | 1653               | 1657             |                                                      |
| Colonnello Sir John Lenthall                                              | 1657               | 1660             |                                                      |
| John Mordaunt, I visconte Mordaunt                                        | 1660               | 1668             |                                                      |
| Rupert del Palatinato                                                     | 1668               | 1682             |                                                      |
| Henry Howard, VII duca di Norfolk                                         | 1682               | 1701             |                                                      |
| George FitzRoy, I duca di Northumberland                                  | 1701               | 1716             |                                                      |
| Richard Temple, I visconte Cobham                                         | 1716               | 1723             |                                                      |
| Charles Howard, III conte di Carlisle                                     | 1723               | 1730             |                                                      |
| Charles Beauclerk, II duca di St. Albans                                  | 1730               | 1751             |                                                      |
| George Montagu, I duca di Montagu                                         | 1752               | 1790             |                                                      |
| James Brudenell, V conte di Cardigan                                      | 1791               | 1811             |                                                      |
| Charles Stanhope, III conte di Harrington                                 | 1812               | 1829             |                                                      |
| Henry Conyngham, I marchese Conyngham                                     | 1829               | 1832             |                                                      |
| George FitzClarence, I conte di Munster                                   | 1833               | 1842             |                                                      |
| Augusto Federico, duca di Sussex                                          | 1842               | 1843             |                                                      |
| Alberto di Sassonia-Coburgo-Gotha                                         | 1843               | 1861             | Principe consorte                                    |
| Vittorio di Hohenlohe-Langenburg                                          | 1867               | 1891             |                                                      |
| John Campbell, IX duca di Argyll                                          | 1892               | 1914             |                                                      |
| Adolphus Cambridge, I marchese di Cambridge                               | 1914               | 1927             |                                                      |
| Reginald Brett, II visconte Esher                                         | 1928               | 1930             |                                                      |
| Alexander Cambridge, I conte di Athlone                                   | 4 Aug 1931         | 1957             | Gazette Entry                                        |
| vacante                                                                   | 1957               | 18 giugno 1964   | Gazette Entry                                        |
| William Slim, 1º visconte Slim                                            | 18 giugno 1964     | 1970             | Gazette Entry                                        |
| Charles Elworthy, barone Elworthy                                         | 1971               | 11 agosto 1978   | Gazette Entry                                        |
| John Grandy                                                               | 11 agosto 1978     | 9 febbraio 1988  | Gazette Entry                                        |
| Ammiraglio Sir David John Hallifax                                        | 9 febbraio 1988    | 1992             | Gazette Entry                                        |
| Generale Sir Patrick Palmer                                               | 1992               | 2000             |                                                      |
| Maresciallo dell'Aria Sir Richard Johns                                   | 2000               | 2008             |                                                      |
| Vice-Ammiraglio Ian L. Jenkins                                            | 1º febbraio 2008   | 19 febbraio 2009 | Morto in loco                                        |
| Air Marshal Ian Macfadyen                                                 | dal 10 agosto 2009 |                  |                                                      |